# New Hartford (Connecticut)
Pour les articles homonymes, voir New Hartford.
New Hartford est une ville située dans le comté de Litchfield, dans l'État du Connecticut (États-Unis). Lors du recensement de 2010, New Hartford avait une population totale de 6 970 habitants.

## Géographie
Selon le Bureau du recensement des États-Unis, la superficie de la ville est de 38,17 milles carrés (98,86 km2), dont 37,04 milles carrés (95,93 km2) de terres et 1,14 milles carrés (2,95 km2) de plans d'eau (soit 3 %).

## Histoire
Lorsque l'ouest du Connecticut est divisé par la législature de l'État, les terres sur lesquelles se trouvent aujourd'hui New Hartford sont rattachées à Hartford, au détriment de Windsor. New Hartford devient une municipalité en 1738.

## Démographie
Lors du recensement de 2010, la municipalité de New Hartford comptait 6 970 habitants, dont 1 385 dans le bourg de New Hartford, qui constitue un census-designated place (New Hartford Center).
D'après le recensement de 2000, il y avait 6 088 habitants, 2 228 ménages, et 1 748 familles dans la ville. La densité de population était de 63,5 hab/km2. Il y avait 2 368 maisons avec une densité de 24,7 maisons/km2. La décomposition ethnique de la population était : 97,67 % blancs ; 0,64 % noirs ; 0,05 % amérindiens ; 0,74 % asiatiques ; 0,07 % natifs des îles du Pacifique ; 0,20 % des autres races ; 0,64 % de deux ou plus races. 1,35 % de la population était hispanique ou Latino de n'importe quelle race.
Il y avait 2 228 ménages, dont 38,3 % avaient des enfants de moins de 18 ans, 68,9 % étaient des couples mariés, 6,6 % avaient une femme qui était parent isolé, et 21,5 % étaient des ménages non-familiaux. 16,4 % des ménages étaient constitués de personnes seules et 4,7 % de personnes seules de 65 ans ou plus. Le ménage moyen comportait 2,72 personnes et la famille moyenne avait 3,07 personnes.
Dans la ville la pyramide des âges était 26,9 % en dessous de 18 ans, 4,4 % de 18 à 24, 31,0 % de 25 à 44, 28,7 % de 45 à 64, et 8,9 % qui avaient 65 ans ou plus. L'âge médian était 39 ans. Pour 100 femmes, il y avait 100,1 hommes. Pour 100 femmes de 18 ans ou plus, il y avait 97,6 hommes.
Le revenu médian par ménage de la ville était 69 321 dollars US, et le revenu médian par famille était $78 065. Les hommes avaient un revenu médian de $52 077 contre $36 946 pour les femmes. Le revenu par habitant de la ville était $30 429. 1,6 % des habitants et 1,5 % des familles vivaient sous le seuil de pauvreté. 0,0 % des personnes de moins de 18 ans et 3,1 % des personnes de plus de 65 ans vivaient sous le seuil de pauvreté.
| 1820  | 1850  | 1860  | 1870  | 1880  | 1890  |
| ----- | ----- | ----- | ----- | ----- | ----- |
| 1 685 | 2 643 | 2 758 | 3 078 | 3 302 | 3 160 |

| 1900  | 1910  | 1920  | 1930  | 1940  | 1950  |
| ----- | ----- | ----- | ----- | ----- | ----- |
| 3 424 | 2 144 | 1 781 | 1 834 | 1 836 | 2 395 |

| 1960  | 1970  | 1980  | 1990  | 2000  | 2010  |
| ----- | ----- | ----- | ----- | ----- | ----- |
| 3 033 | 3 970 | 4 884 | 5 769 | 6 088 | 6 970 |